# Округ Хенри (Џорџија)
Округ Хенри (енгл. Henry County) је округ у америчкој савезној држави Џорџија.

## Демографија
По попису из 2010. године број становника је 203.922, што је 84.581 (70,9%) становника више него 2000. године.
| Група             | 2000.          | 2010.           |
| Белци             | 95.550 (80,1%) | 107.083 (52,5%) |
| Афроамериканци    | 17.523 (14,7%) | 75.277 (36,9%)  |
| Азијати           | 2.096 (1,8%)   | 5.968 (2,9%)    |
| Хиспаноамериканци | 2.692 (2,3%)   | 11.813 (5,8%)   |
| Укупно            | 119.341        | 203.922         |